# Eskilstuna stadsmuseum

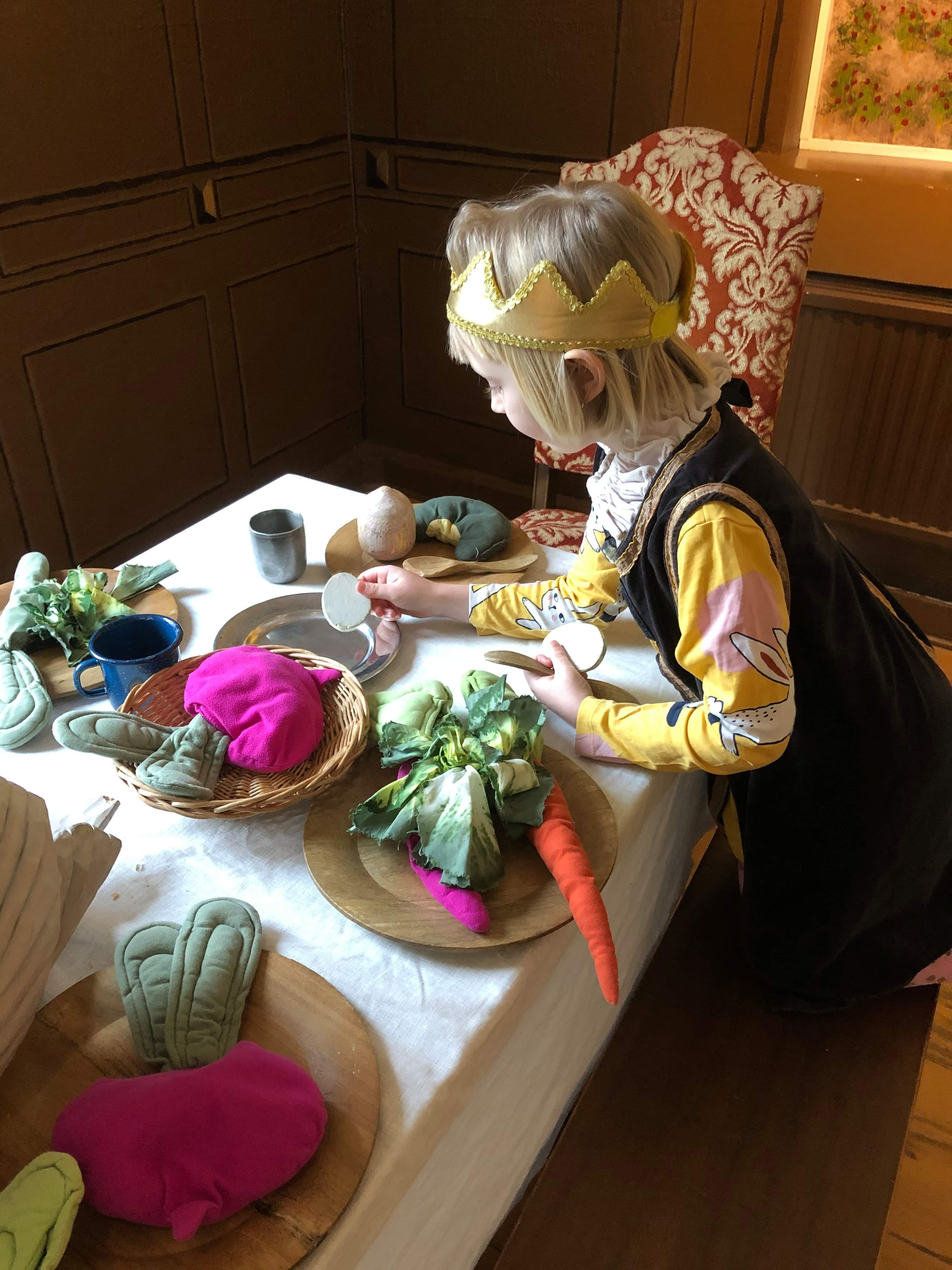
Lek i Lilla stadsmuseet

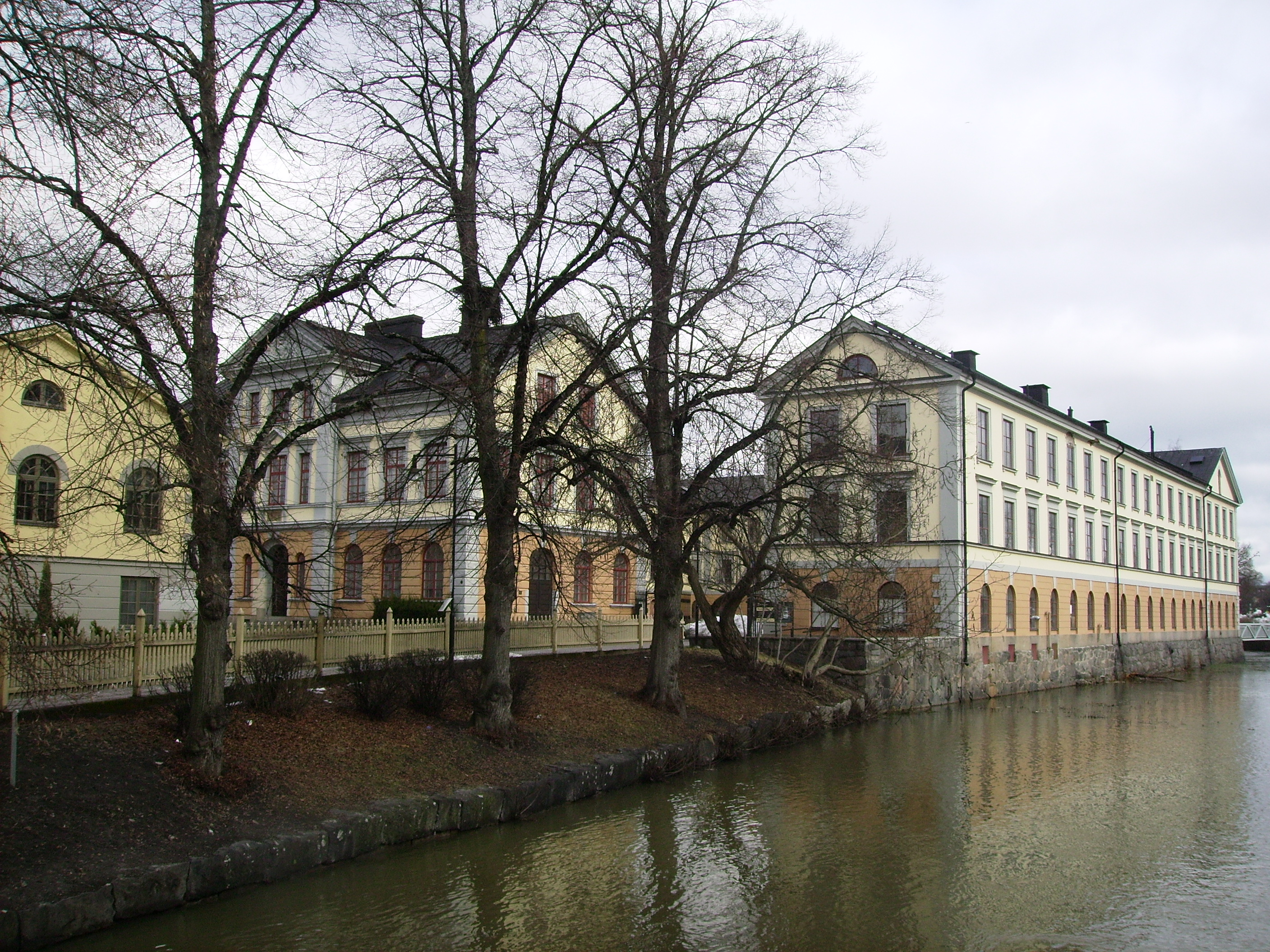
Eskilstuna stadsmuseum utmed Eskilstunaån.

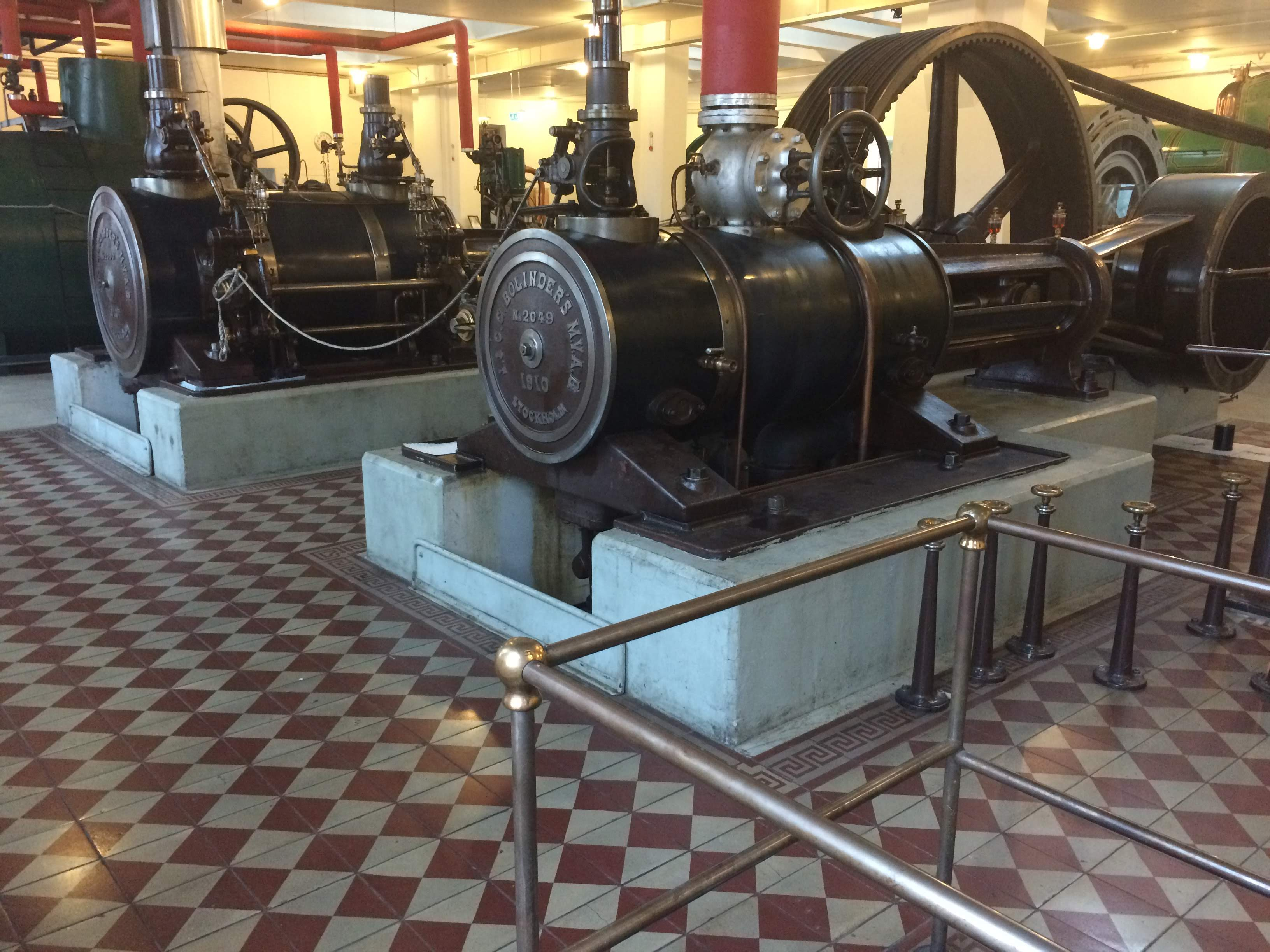
Ångmaskinhallen, Eskilstuna stadsmuseum.

Eskilstuna stadsmuseum är ett stadshistoriskt svenskt museum beläget på Faktoriholmarna i centrala Eskilstuna. I huset som idag är stadsmuseet låg förut Carl Gustafs stads gevärsfaktori och byggnaden kallas därför Faktoriet. Museet öppnade 1979, då under namnet Faktorimuseet.  
Basutställningar:
- Lilla stadsmuseet I Lilla stadsmuseet upptäcker barn och vuxna Eskilstunas historia tillsammans. Här står leken i centrum. Handla på Rinmanstorget, skyffla kol i ångbåten, klä sig kungligt i slottet och klättra på Eskilstunaindustrins skorstenar. Utställningen är utformad för barn mellan tre och tio år.
- Ångmaskinhallen Här finns ett ånglok, en ångbrandspruta, en lokomobil och en stor mängd ångmaskiner från stadens industrier. Ångmaskinerna är körbara och några gånger om året kan du se dem igång.
- Mekaniska verkstaden Svarvar, pressar, hyvlar och fräsar – i den mekaniska verkstaden finns maskiner som användes Eskilstuna i början av 1900-talet.
- Faktotum I experimentutställningen Faktotum kan du själv experimentera med produkter tillverkade i Eskilstuna. Spaka lastaren, rita en spegelstjärna och tävla i låslabyrinten.
- Slottet som försvann Utställningen berättar om slottet som fanns i Eskilstuna men som brann ner 1680. Vilka bodde på slottet? Hur såg det ut? Och vad finns kvar idag?
- Eskilstunas 1700-tal Kliv in i 1700-talets Eskilstuna! Peruker och vackra klänningar, pest och blodiglar, kungamord och stadsmodeller. Här finner du allt ifrån hemskheter och elände till kärlek, mod, kämpaglöd och vackra tyger.
- Laddat - om vapen tillverkade i Eskilstuna  Mellan 1813 och 2009 tillverkades över två miljoner vapen i Eskilstuna. Många av dem i huset som idag är stadsmuseet. Utställningen Laddat berättar om fyra av dessa vapen, från tillverkning till användning.

Eskilstuna stadsmuseum arbetar också med kulturmiljö- och byggnadsvård, dokumentationer och pedagogisk verksamhet. I museets samlingar finns omkring 70 000 föremål och 350 000 fotografier som speglar Eskilstunas historia.  
Till museet hör Faktoriet, Rademachersmedjorna, Lagersbergs säteri, Sörmlandsgården och Ångslupen Gerda.  